# H. C. Westermann
Pour les articles homonymes, voir Westermann.
H. C. Westermann (Horace Clifford "Cliff" Westermann ; 11 décembre 1922 - 3 novembre 1981) est un sculpteur et graveur américain.

## Style
Il a eu une grande influence et son art a constitué un commentaire cinglant sur le militarisme et le matérialisme. Ses sculptures incorporent souvent de la menuiserie traditionnelle et des techniques de marqueterie. À partir de la fin des années 1950 jusqu'à sa mort en 1981, Westermann a travaillé avec un certain nombre de matériaux et de dispositifs et il a couvert un éventail de références personnelles, littéraires, artistiques, et de la pop-culture. Son œuvre sculpturale se distingue par son artisanat complexe, dans lesquels le bois, le métal, le verre et d'autres matériaux sont travaillés à la main, et par sa capacité à transmettre un ton décalé, souvent plein d'humour.
Les critiques ont souvent comparé son travail à celui d'artistes d'inspiration surréaliste tels que Joseph Cornell. Cependant, le travail de Westermann englobe des éléments à partir d'un large éventail et une diversité des pratiques artistiques, dont l'assemblage, le mouvement Dada, et le Folk-Art. Ses sculptures, en outre, pointent vers l'art minimal et l'art post-minimal de la fin des années 1960 et au-delà, en termes de rigueur de l'artisanat, la sophistication formelle, l'utilisation non conventionnelle des matériaux et le sens de l'humour.
Il fait partie avec George Cohen, Leon Golub, Nancy Spero, Don Baum et Karl Wirsum des Monster Roster, selon l’appellation créée en 1959 par le critique d'art Franz Schulze.